# Liste der Flughäfen in Mali
Die Liste der Flughäfen in Mali zeigt die zivilen Flughäfen des westafrikanischen Staates Mali, alphabetisch nach Orten aufgelistet.
| Ort        | ICAO-Code | IATA-Code | Name des Flughafens  |
| ---------- | --------- | --------- | -------------------- |
| Ansongo    | GAAO      |           | Flughafen Ansongo    |
| Bafoulabé  | GABF      |           | Flughafen Bafoulabé  |
| Bamako     | GABS      | BKO       | Flughafen Bamako     |
| Bandiagara | GABD      |           | Flughafen Bandiagara |
| Bougouni   | GABG      |           | Flughafen Bougouni   |
| Bourem     | GABR      |           | Flughafen Bourem     |
| Douentza   | GADZ      |           | Flughafen Douentza   |
| Goundam    | GAGM      | GUD       | Flughafen Goundam    |
| Gao        | GAGO      | GAQ       | Flughafen Gao        |
| Kayes      | GAKY      | KYS       | Flughafen Kayes      |
| Kenieba    | GAKY      | KNZ       | Flughafen Kenieba    |
| Kidal      | GAKL      |           | Flughafen Kidal      |
| Kita       | GAKT      |           | Flughafen Kita       |
| Kolokani   | GAKN      |           | Flughafen Kolokani   |
| Koutiala   | GAKO      | KTX       | Flughafen Koutiala   |
| Manantali  |           |           | Flughafen Bengassi   |
| Markala    | GAMA      |           | Flughafen Markala    |
| Ménaka     | GAMK      |           | Flughafen Ménaka     |
| Mopti      | GAMB      | MZI       | Flughafen Mopti      |
| Nara       | GANK      | NRM       | Flughafen Keibane    |
| Niafunké   | GANF      |           | Flughafen Niafunké   |
| Nioro      | GANR      | NIX       | Flughafen Nioro      |
| Sikasso    | GASK      | KSS       | Flughafen Sikasso    |
| Tessalit   | GATS      |           | Flughafen Tessalit   |
| Timbuktu   | GATB      | TOM       | Flughafen Timbuktu   |
| Yélimané   | GAYE      | EYL       | Flughafen Yélimané   |